# چروش ایتیوند
چروش ایتیوند، روستایی از توابع بخش ایتیوند شهرستان دلفان در استان لرستان ایران است.

## جمعیت
این روستا در دهستان ایتیوند جنوبی قرار دارد و براساس سرشماری مرکز آمار ایران در سال ۱۳۸۵، جمعیت آن ۲۵۰ نفر (۵۱خانوار) بوده‌است.